# Odontopyge amaura
Odontopyge amaura är en mångfoting med oklar systematisk status, som beskrevs 1926 av Henri W. Brölemann. Taxonet, som kan utgöra synonym till en annan art, placeras i släktet Odontopyge och familjen Odontopygidae. Inga underarter finns listade i Catalogue of Life.